# Accident d'un Canadair CL-44 de Flying Tiger Line
 (décembre 2024).
Le 24 décembre 1966, un Canadair CL-44 de la compagnie aérienne américaine Flying Tiger Line, qui assurait un vol cargo en sous-traitance avec l'U.S. Air Force, entre la base aérienne de Tachikawa (en), au Japon, et l'aéroport international de Đà Nẵng, au Viêt Nam, s'est écrasé dans le village de Binh Thai, lors de son approche finale vers Da Nang, tuant les quatre membres d'équipage et 107 personnes au sol. 
Il s’agit à la fois du premier accident mortel et du pire crash aérien impliquant le Canadair CL-44.

## Avion

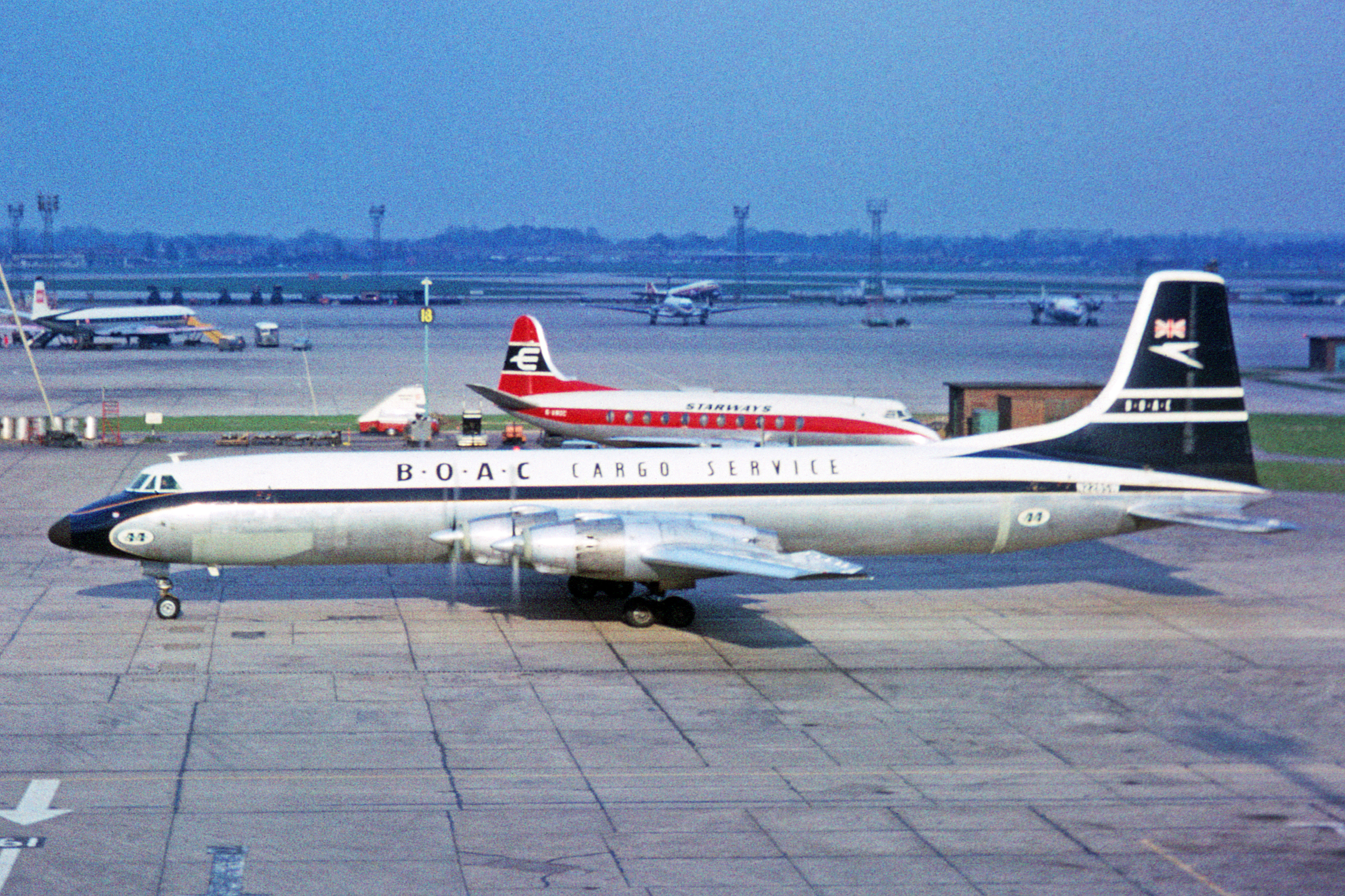
N228SW, l'appareil impliqué dans l'accident, ici à l'aéroport de Londres-Heathrow en mars 1964, alors qu'il opérait pour la British Overseas Airways Corporation.

L'appareil assurant ce vol était un Canadair CL-44D4-1 portant le numéro de série 31. Il a effectué son premier vol le 16 avril 1962, avec comme immatriculation CF-OFH-X. 
Il a ensuite été livré à Seaboard World Airlines (en) et immatriculé N228SW. Il a été loué à la British Overseas Airways Corporation (BOAC) du 30 septembre 1963 au 31 octobre 1965, date à laquelle il a été restitué à Seaboard World Airlines. À partir du 3 novembre 1965, il fut loué à Flying Tiger Line. 
Cet avion avait une configuration avec empennage pivotant, pour le chargement du fret à bord, ainsi que quatre turbopropulseurs de type Rolls-Royce Tyne 515.

## Équipage
Un équipage composé de quatre personnes se trouvait à bord de l'avion :
- Commandant de bord : Frank L. Hawkins (51 ans).
- Copilote : Michael R. Jackson (33 ans).
- Navigateur : K.G. Tune (32 ans).
- Mécanicien navigant : Lloyd J. Moore (44 ans).

## Accident
L'appareil était en phase d'approche vers l'aéroport international de Đà Nẵng, dans des conditions météorologiques difficiles (fortes pluies et brouillard) et avec peu de carburant dans les réservoirs. Ce vol cargo transportait des munitions et du fret pour le compte de l'U.S. Air Force. Les réservoirs de carburant étant presque vides, il était impossible pour l'équipage d'interrompre l'atterrissage et d'effectuer une remise de gaz. 
À 19h15, heure locale, à un kilomètre au sud de la piste d'atterrissage, l'avion a percuté la cime de plusieurs arbres et s'est écrasé sur le village de Binh Thai, détruisant 55 huttes au toit de chaume sur une distance de 275 m. Les quatre membres d'équipage ont été tués sur le coup, et 107 personnes ont également été tuées au sol. Cinquante autres personnes au sol ont été blessées, dont 19 grièvement.

## Cause de l'accident
Une commission d'enquête vietnamienne a conclu que cette catastrophe est due à une erreur de l'équipage, qui n'a pas surveillé adéquatement l'altitude lors de la dernière phase de l'approche, et qui a poursuivi l'approche en dessous de la pente de descente requise, probablement en raison des mauvaises conditions météorologiques lors de ce vol. 
Il y a aussi plusieurs versions selon lesquelles l'avion aurait perdu de l'altitude à cause d'un cisaillement de vent, ou qu'il avait été abattu, mais ces hypothèses n'ont jamais pu être confirmées avec certitude.